# Gioux
Gioux település Franciaországban, Creuse megyében. Lakosainak száma 179 fő (2022. január 1.). Gioux Clairavaux, Croze, Féniers, Gentioux-Pigerolles, La Nouaille és Saint-Quentin-la-Chabanne községekkel határos.

## Népesség
A település népességének változása:
| Lakosok száma | 313  | 210  | 214  | 174  | 178  | 172  | 164  | 161  | 161  | 179  |
|               | 1968 | 1982 | 1990 | 2006 | 2013 | 2015 | 2017 | 2019 | 2020 | 2022 |